# Jermu Laine
Jermu Tapani Laine (* 17. September 1931 in Turku, Varsinais-Suomi, Finnland) ist ein ehemaliger finnischer Politiker der Sozialdemokratischen Partei Finnlands (SDP), der von 1975 bis 1987 Abgeordneter des Parlaments war und unter Ministerpräsident Kalevi Sorsa Minister in verschiedenen Ministerien war. Darüber hinaus fungierte er zwischen 1987 und 1994 als Generaldirektor der Zollbehörde (Tullihallitus).

## Leben

### Jurist, Dozent und Kommunalpolitiker
Jermu Tapani Laine begann nach dem Schulbesuch 1950 ein Studium der Rechtswissenschaften an der Universität Helsinki, das er nach einer Studienreise nach England 1954 beendete. Danach war er zwischen 1954 und 1955 Notarvertreter beim Amtsgericht Helsinki sowie im Anschluss von 1955 bis 1965 Abteilungssekretär sowie zuletzt Sekretär des Ministers für Handel und Industrie. Während dieser Zeit absolvierte er seinen Militärdienst in der Armee und schied 1957 als Hauptgefreiter (Korpraali) aus. Daraufhin unternahm er 1957 eine Studienreise in die Schweiz, wo er im Sekretariat für das Allgemeine Zoll- und Handelsabkommen (GATT) tätig war. 1960 absolvierte er ein Aufbaustudium an der Juristischen Fakultät (Law School) der University of Pennsylvania. Er engagierte sich zudem zwischen 1962 und 1963 als Vorsitzender der Außenpolitischen Vereinigung des sozialdemokratischen Jugendverbandes. 1965 erhielt er den Titel eines Beigeordneten Richters (Varatuomari). Er war zwischen 1965 und 1969 Lehrbeauftragter für Handelsrecht an der Wirtschaftshochschule Valkeakoski und begann 1969 seine politische Laufbahn für die Sozialdemokratische Partei Finnlands (SDP) als Mitglied des Stadtrates von Valkeakoski. Des Weiteren fungierte er zwischen 1971 und 1974 als Vorsitzender des Verbandes der finnischen Filmclubs. Im Anschluss wechselte er 1972 an die Wirtschaftshochschule Mänttä und war bis 1978 deren Rektor. Zugleich war er zwischen dem 4. September 1972 und 5. Mai 1973 Berater und politischer Sekretär von Ministerpräsident Kalevi Sorsa. 1973 wurde er Mitglied des Stadtrates von Mänttä, dem er bis 1980 angehörte.

### Minister, Abgeordneter und Generaldirektor der Zollbehörde
Am 5. Mai 1973 wurde Laine als Nachfolger von Jussi Linnamo im ersten Kabinett Sorsa Minister im Außenministerium sowie Minister im Ministerium für Handel und Industrie und behielt diese Ämter bis zum 12. Juni 1975. Daneben war er zwischen 1973 und 1987 Vorsitzender der Finnisch-sowjetischen Kommission für wirtschaftliche Zusammenarbeit sowie von 1973 bis 1982 zunächst Mitglied und anschließend zwischen 1982 und 1988 Vorsitzender des Aufsichtsrates des Papierindustrieunternehmens Valmet Oy.
Am 27. September 1975 wurde Jermu Laine für die SDP erstmals Mitglied des Parlaments und vertrat dort bis zum 20. März 1987 den Wahlkreis Häme. Daneben engagierte sich zwischen 1977 und 1982 im Vorstand der Stiftung des Finnischen Museums für Fotografie sowie seit 1978 im Vorstand des Finnischen Nationaltheaters, dessen Vorsitzender er von 1995 bis 2000 war. Des Weiteren war er 1978, 1982 und 1988 Mitglied des Wahlmännergremiums für die Wahl des Präsidenten der Republik Finnland. Ferner wurde er 1980 Vorsitzender des Aufsichtsrates von Finnfund, ein Fonds, der langfristige Investitionskredite und Risikokapital für private Unternehmensprojekte in Entwicklungsländern und der Sowjetunion beziehungsweise heute Russland zur Verfügung stellt.
Laine wurde am 15. September 1982 im dritten Kabinett Sorsa Nachfolger von Mauno Forsman als Minister im Finanzministerium und bekleidete dieses Amt bis zum 5. Mai 1983. Im darauf folgenden vierten Kabinett Sorsa fungierte er zwischen dem 6. Mai 1983 und dem 29. April 1987 abermals als Minister im Außenministerium und Minister im Ministerium für Handel und Industrie. Darüber hinaus war er von 1985 bis 1989 Vorstandsvorsitzender der Finnischen Filmstiftung (Suomen elokuvasäätiö/Finlands filmstiftelse).
Nach seinem Ausscheiden aus Regierung und Parlament übernahm Jermu Laine 1987 von Jorma Uitto den Posten als Generaldirektor der Zollbehörde (Tullihallitus/Tullstyrelsen) und bekleidete dieses Amt bis 1994, woraufhin Berndt Olof Johansson seine Nachfolge antrat. Außerdem war er zwischen 1990 und 2000 Mitglied des Vorstands des Finnischen Instituts für Jugendliteratur. Er ist seit 1954 mit Terttu Laine verheiratet.

## Veröffentlichungen
Jermu Laine verfasste zudem mehrere Bücher zu politischen und wirtschaftlichen Themen, aber auch eine Biografie über Alexis de Tocqueville. Zu seinen Veröffentlichungen gehören:
- OECD ja Suomen puolueettomuus, in: Politiikan näköaloja, 1969
- Elämänmuotona työ ja tasa-arvo, 1971
- Talouspolitiikan peruskoulu, 1972
- Menetetyn menneisyyden sietämätön keveys, in: Ajan lyhyt moraali, 1989
- Elämän kokoinen kumppanuus, Mitautor Terttu Laine, 1990
- Säädellyn talouden aika, 1998
- Alexis de Tocqueville: Demokratian ja vapauden moderni yhteensovittaja, 1999 ISBN 951-37-2741-6.
- Mistä on vaiettava… siitä on huudettava: Kansanvallan ironinen riemuvuosi 1906, 2006, ISBN 952-92-0707-7.